# Urbino
Urbino (antički Urbinum Hortense ili Urvinum Mataurense) je grad u središnjoj Italiji, u provinciji Pesaro i Urbino, regija Marche, s 15,444 stanovnika. Urbino je kuturno i poljoprivredno središte provincije, a sve do 17. stoljeća bio je poznat i po proizvodnji majolike.

## Povijest
Urbino su osnovali Umbri u predrimskom razdoblju. Nalazio se u posjedu Etruščana, Kelta i Gala. Pod vlast Rima dolazi u 3. st. pr. Kr.
Skromni rimski gradić Urvinum Mataurense ("mali grad na rijeci Mataurus") postao je važno vojno uporište tijekom Gotskih ratova u 6. stoljeću kada ga je 538. osvojio rimski general Flavije Belizar od Ostrogota.
Urbino dolazi u vlasništvo Crkve u 9. stoljeću (Pipin Mali), a u vlasništvo obitelji Da Montefeltro u 12. stoljeću. Postaje glavni grad vojvodstva Urbino (1474. – 1616.) za kojega doživljava procvat. Najslavniji iz obitelji Montefeltro je bio Federico III., vojvoda Urbina od 1444. do 1482. godine, izrazito uspješan kondotjer, vješt diplomat i entuzijastičan sponzor umjetnosti i književnosti. Na njegovom dvoru je Piero della Francesca pisao znanstvena djela o perspektivi, a Francesco di Giorgio Martini napisao svoj Trattato di architettura ("Traktat o arhitekturi") dok je Rafaelov otac, Giovanni Santi, napisao svoja poetska viđenja umjetnika svog doba. Federicov sjajni dvor je, prema opisima u djelu Il Cortegiano ("Knjiga dvorjanina",  Baldassare Castiglione), postavio standarde modernog europskog "dvorskog gospodara". 
Od 1626. do 1860. je u vlasništvu papa (prvi Urban VIII.) kada postaje dio Kraljevine Italije.

## Znamenitosti
Staro središte Urbina je od 1998. godine upisano na UNESCO-ov popis mjesta svjetske baštine u Europi. Njegova glavna znamenitost je Duždeva palača (Palazzo Ducale) iz 15. stoljeća u kojoj je danas muzej Galleria Nazionale delle Marche s jednom od najvažnijih kolekcija renesansnih slika na svijetu. Ova palača vojvode Federica da Montefeltra (građena od 1466. do 1472.), velikog humanista i najvećeg vojskovođe svoga doba, o kojoj postoji nepodijeljeni sud kao o remek-djelu renesansne arhitekture, je jedino dokumentacijom dokazano dovršeno djelo dalmatinskog arhitekta Lucijana Vranjanina. Kroničar urbinskog dvora Giovanni Santi (Raffaelov otac) palaču je nazvao božanskom, a ne ljudskom građevinom. Dvorište palače proglašeno je jednim od arhitektonski i cjelovito estetski najutjecajnijih talijanskih djela. Iznimnost urbinske palače još više dolazi do izražaja u usporedbi s ranorenesansnim palačama koje joj neposredno prethode, poput firentinskih palača Medici-Riccardi (Michelozzo) i Palača Ruccelai (Alberti i Rossellino) — jednostavnih kvadratičnih formi s centralnim dvorištem u naslijeđenoj srednjovjekovnoj strukturi, za razliku od urbinskoga grada sagrađenog u obliku palače, samostalne prostorne kompozicije novovjekovne palače i renesansnoga grada. 
Utvrdu Albornoz (lokalno znana kao La Fortezza), izgradio je papinski legat Gil de Albornoz u 14. stoljeću. Kada je 1507. – 1511. godine, vojvoda Della Rovere nadogradio gradske zidine, okružio je njima ovu utvrdu i od tada je ona dio gradskog parka.
Tu se nalaze i palače: Albani (Palazzo Albani) iz 17. stoljeća, Palača Odasi (Palazzo Odasi) i palača Passionei (Palazzo Passionei), ali i Sveučilište (osnovano 1506. godine), te Rafaelova kuća i spomenik iz 1897. godine.

### Crkve
- Katedrala (Duomo) iz 15. st. (koja je obnovljena) izgrađena je na mjestu starije crkve iz 1021. godine. Za Federica II. izgradio ju je arhitekt Francesco di Giorgio Martini, koji je izgradio i Duždevu palaču. Dovršena 1604. godine, katedrala je imala jednostavan plan trobrodne bazilike, ali je nakon potresa 1789. godine poprimila neoklasicistički oblik zahvaljujući arhitektu Giuseppeu Valadieru. Kupola je dovršena 1801. godine, a u njoj su smještene brojne slavne slike (Sveti Sebastijan iz 1557. god., Uznesenje C. Maratte iz 1701. god., i slavna Posljednja večera F. Baroccija iz 1607. god.).
- Crkva Svetog Ivana Krstitelja (San Giovanni Battista) s freskama L. Salimbenija od Sanseverina.
- Crkva Svetog Augustina (Sant' Agostino), romanička crkva iz 13. stoljeća je promijenjena tijekom stoljeća. Tako je u 14. stoljeću dobila romaničko-gotičku fasadu i uređen joj je interijer, dok joj je zvonik iz 15. stoljeća. U njoj se nalazi dragocijeni drveni kor iz 6. stoljeća urađen za vjenčanje Costanza Sforze i Camille od Aragona.
- Trobrodna gotička crkva sv. Franje (San Francesco) je iz 14. stoljeća je obnovljena u 18. stoljeću tako da su joj ostali izvorni samo portik i zvonik.
- Oratorij Svetog Josipa (Oratorio di San Giuseppe) iz 16. stoljeća sastoji se od dvije kapele, a u njoj se nalazi presepio ili Rođenje Krista (Federico Brandani) na kojemu su figure od štuka prirodne veličine iznimno realistične.
- U okolici se nalazi i mauzolej San Bernardino s kraja 15. stoljeća, u kojemu su sahranjeni vojvode Urbina.

## Slavni stanovnici
- Federico III. Montefeltro, vojvoda Urbina, kondotjer i mecena.
- Donato Bramante, arhitekt visoke renesanse
- Slikari Paolo Uccello i Piero della Francesca
- Pjesnici Torquato Tasso i Ludovico Ariosto
- Arhitekt i kipar Lucijan Vranjanin
- Rafael je rođen u Urbinu
- Papa Klement XI.
- Valentino Rossi, višestruki prvak motociklističkih utrka

## Prijateljski gradovi
- Blois, Francuska (2003.)